# Typhlocoelum cymbium
Typhlocoelum cymbium är en plattmaskart som först beskrevs av Diesing 1850.  Typhlocoelum cymbium ingår i släktet Typhlocoelum och familjen Cyclocoelidae. Inga underarter finns listade i Catalogue of Life.